# João Dias (cantor)
João Dias Rodrigues Filho ou simplesmente João Dias (Campinas, 12 de outubro de 1927 – Rio de Janeiro, 27 de novembro de 1996) foi um cantor brasileiro.

## Biografia
Nascido em 1927, no interior do estado de São Paulo, em Campinas, Dias começou sua carreira artística em 1948. Mais tarde, em 1949 começou a cantar na Rádio Bandeirantes. No ano de 1951, Dias estreou em discos pela Odeon gravando a valsa "Canta Maria", composta por Ary Barroso e a canção "Guacira, de Hekel Tavares e Joracy Camargo. Gravou algumas músicas de Denis Brean, dos quais se destaca a marcha carnavalesca "Grande Caruso". Obteve sucesso em discos lançados pelas gravadoras Odeon e Copacabana.
Em 1952 gravou na Odeon seu primeiro grande sucesso carnavalesco, Grande Caruso (Denis Brean e Osvaldo Guilherme), e em novembro do mesmo ano estreou na Rádio e TV Tupi, do Rio de Janeiro, com o programa semanal Audição João Dias, que ficou no ar por um ano. Transferiu-se em 1953 para a Rádio Nacional, com um programa aos domingos, passando em seguida a apresentar-se em várias emissoras de televisão por todo o país. Conquistando grande popularidade, em 1955 seu programa da Rádio Nacional passou a ser apresentado no horário antes ocupado pelo de Francisco Alves, que ficara no ar por vários anos. Mudou para a Gravadora Copacabana, gravando em 1956, com Ângela Maria, o sucesso Mamãe (Herivelto Martins e Davi Nasser). Três anos depois estava na CBS, lançando Milagre da volta (Fernando César e Diva Correia), com muito êxito. Em 1961 voltou para a Odeon, onde gravou um LP de tangos, de grande sucesso e vendagem, tendo ainda lançado em disco versões de músicas já consagradas. Viajou com Dalva de Oliveira por todo o país, depois de regravar o sucesso Brasil (Benedito Lacerda e Aldo Cabral). Foi o idealizador e responsável pela Lei de Direito Conexo, que, tendo sido aprovada e regulamentada em 1968, garante ao intérprete receber direitos pela execução posterior de suas gravações, o que anteriormente era restrito aos autores. Em 1975, lançou pela Odeon o LP comemorativo de seus 25 anos de carreira, com músicas de compositores atuais. Ao todo, lançou pela Odeon seis LPs e um pela Copacabana, além de lançar em média dois a três discos por ano. Considerado o “herdeiro de Francisco Alves”, de quem foi grande amigo, ficou conhecido também com o slogan de Príncipe da Voz. Entre seus maiores sucessos, destacam-se, além dos já citados, a marcha do Carnaval de 1966 É o pau, e o pau (Jujuba e Rodrigues Pinto), Quando eu era pequenino (Davi Nasser, Francisco Alves e Felisberto Martins), Canção dos velhinhos (René Bittencourt) e Silêncio do cantor (Joubert de Carvalho e David Nasser). Em 1975 lançou um LP comemorativo de seus 25 anos de carreira. No ano em que faleceu 1996, dirigia a Socimpro, Sociedade Brasileira de Intérpretes e Produtores Fonográficos. Com 45 anos de carreira, gravou cerca de 320 músicas em 78 rpm, LPs e CDs.